# Моштени (Ђурђу)
Моштени (рум. Moșteni) насеље је у Румунији у округу Ђурђу у општини Улми. Oпштина се налази на надморској висини од 105 m.

## Становништво
Према подацима из 2002. године у насељу је живело 479 становника, од којих су сви румунске националности.